# The Lucidity Institute
The Lucidity Instituty – instytut badawczy założony w 1987 przez Stephena LaBerge, zajmujący się rozwojem techniki oraz badaniami nad świadomymi snami, a także pomocą w osiąganiu tego stanu przez ludzi. Od pewnego czasu LI produkuje urządzenia indukcyjne mające ułatwić wejście w świadomy sen. Obecnie organizuje seminaria na temat świadomego śnienia pod tytułem "Dreaming and Awakening" w Kalani, Hawaje.